# Le Raid merveilleux
 Le raid merveilleux  (título en checo,  Bájecny let; en español, El vuelo maravilloso) H. 159 es un ballet para dos clarinetes, trombón y cuarteto de cuerda del compositor checo Bohuslav Martinů. Este ballet mecánico para orquesta data del año 1927.

## Grabación
2004: “Le Raid merveilleux; La Revue de cuisine; On tourne!”. Christopher Hogwood dirige a la Orquesta Filarmónica Checa con el solista Daniel Wiesner. Sello discográfico: Supraphon